# Capoetobrama kuschakewitschi
Capoetobrama kuschakewitschi е вид лъчеперка от семейство Шаранови (Cyprinidae).

## Разпространение и местообитание
Видът е разпространен в Афганистан, Казахстан, Киргизстан, Туркменистан и Узбекистан.
Обитава сладководни басейни и реки.

## Описание
Популацията на вида е намаляваща.